# Jerry Vale
Jerry Vale (født 8. juli 1930 i Bronx, USA - død 18. maj 2014 i Californien) var en amerikansk sanger og musiker. Udover sin lange musik karriere spillede han også i filmene Goodfellas og Casino, hvor han spillede sig selv.